# Mewar

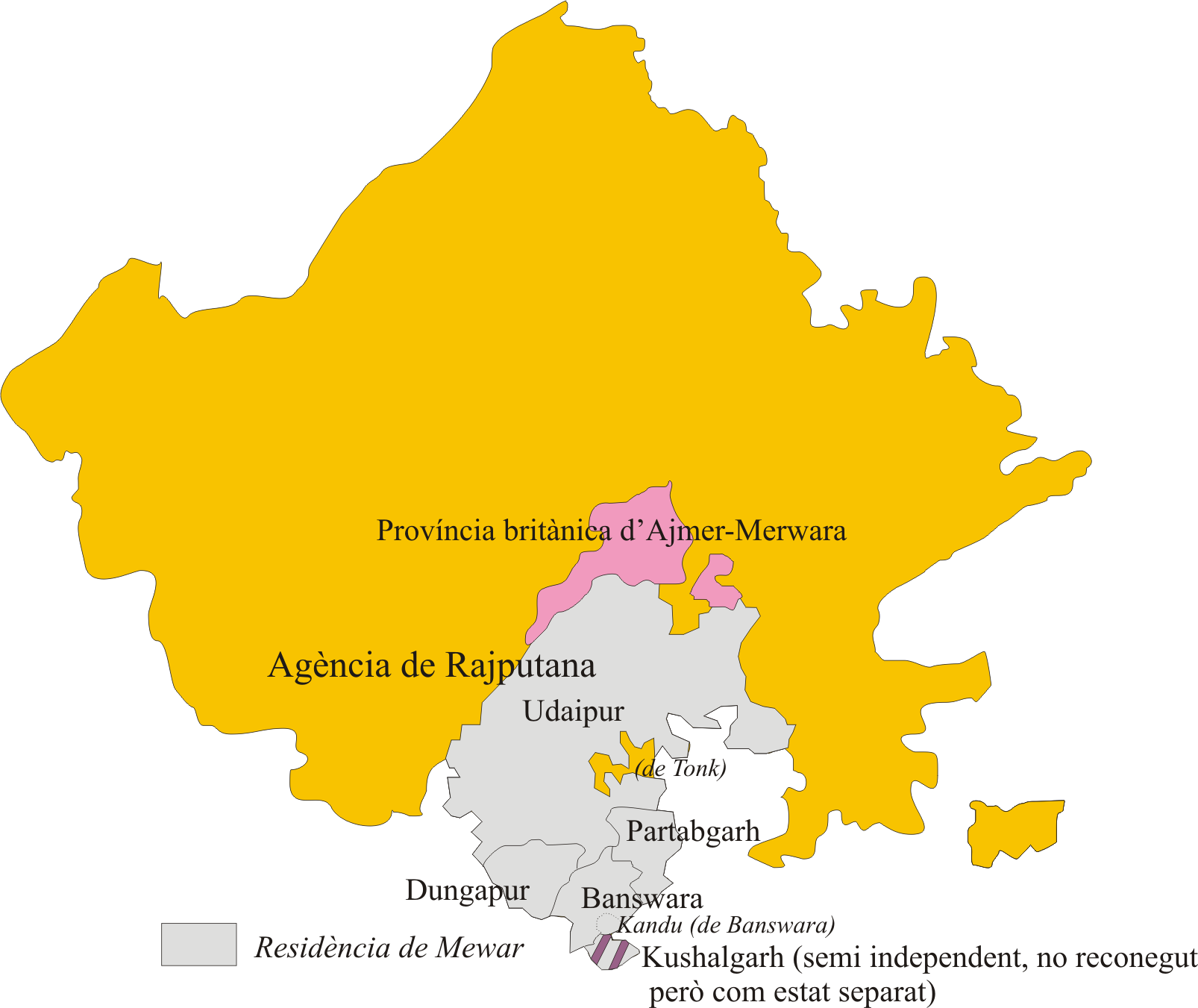
Agencia de Mewar hasta 1906.

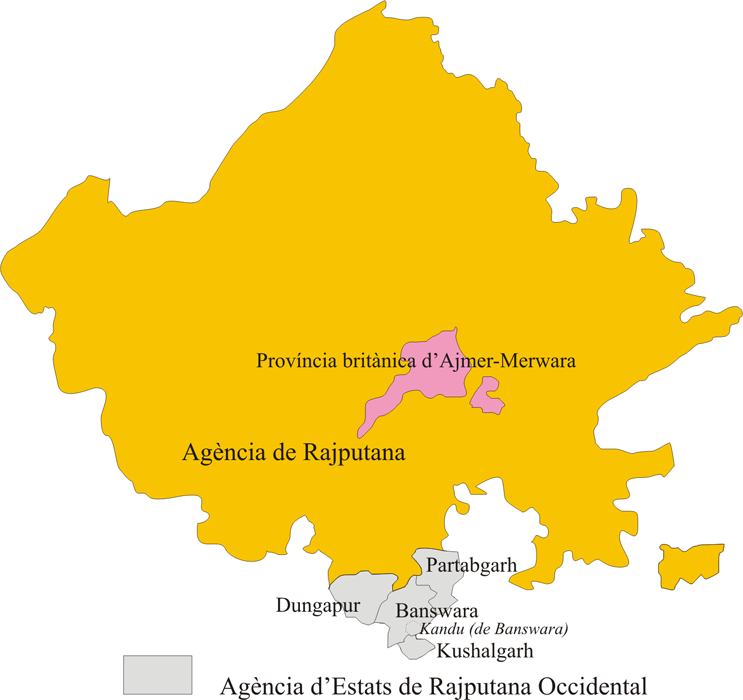
Agencia de los Estats de Rajputana Occidental separada de Mewar en 1906.

Mewar (conocido también como Udaipur, por el nombre de su capital) fue un principado de la India, en la agencia de Mewar, en la Rajputana. En la literatura sánscrita se le conoce como Maidpat. 

## Situación
Limitaba al norte con la provincia británica de Ajmer-Merwara y el estado de Shahpura; al oeste con Jodhpur y Sirohi al suroeste con Idar; al sur, con Dungarpur, Banswara y Partabgarh; al este con el distrito de Nimach (Gwalior), el distrito de Nimbahera (de Tonk) y los estados de Bundi y de Kotah; y al nordeste con Jaipur. En el centro del estado había la  pargana  (distrito) de Gangapur que pertenecía a Gwalior, con 10 pueblos; hacia el este se encontraba la pargana de Nandwas (con 29 pueblos) y al sureste tenía el territorio de diversos estados y porciones de Gwalior, Indore y Tonk. El estado tenía pequeños enclaves en Shahpura, Jodhpur, Idar y Gwalior. 

## Geografía física
La parte norte y nordeste era una meseta con pequeñas elevaciones mientras el sur y oeste era rocoso, montañoso y selvático. La parte suroeste era llamada "Hilly Tracts of Mewar", y comprendía la parte más selvática de las montañas Aravalli, cordillera que entraba en el estado con una altura de 739 metros y seguía en dirección suroeste por la zona fronteriza, incrementando gradualmente su altura para llegar a 1337 metros; una cordillera corría entre Bari Sadri y el río Jakam, al sureste, y al este de Chitor había una serie de montañas de norte a sur formando un grupo de valles estrechos paralelos, con una altura media de 575 metros pero llegando puntualmente a los 625 metros; en la parte oriental empezaba en Mandalgarh la parte central de la cordillera conocida por Bundi, y al nordeste había otra cordillera hasta la ciudad de Jahazpur. 

## Ríos y lagos
Los ríos principales son el Chambal y su afluente, el Banas. El primero, de trayecto corto en el estado, recibía al Bamani; el segundo, que nace en las montañas Aravalli cerca de Kumbhalgarh, corre por el estado unos 290 km en dirección este-norte-este y sale del estado cerca del territorio de Deoli; sus afluentes en Mewar son el Berach o Ahar y el Kothari. Otros ríos eran el Khari (en el norte) y el Som (con su afluente el Jakam) en el sur.
El estado tenía diversos lagos; el más destacado era el Dhebar o Jai Samand en Kankroli. Cerca de la capital hay que mencionar el Udai Sagar, el Pichola y el Fateh Sagar.

## Animales
Antílopes y gacelas son los más habituales. Algunos leopardos viven en las montañas y tigres en los Aravalli entre Kumbhalgarh i Kotra, en el distrito de Chhoti Sadri al sureste y en los feudos de Bhainsrorgarh i Bijolia al este. Los ciervos viven cerca del río Jakam. 

## Clima
El clima es saludable y el calor nunca es excesivo. La temperatura media medida entre 1895 y 1905 fue de 25 grados con un máximo de 31,5 °C en mayo y de 16 °C en enero.
La lluvia medida desde 1880 fue de 154 cm³ de las que casi dos tercios se recogían entre julio y agosto. La parte con más lluvia es el suroeste. La mínima lluvia (24 cm³) se dio el 1899.

## Superficie
La superficie del estado era de 32.869 km².

## Lugares arqueológicos
En diversos puntos del estado había inscripciones que databan de entre el siglo III a. C. y el siglo VIII, todas en piedra; en metal la más antigua es del siglo XII.
Entre los monumentos destacan dos stupas en Nagari, las torres de la colina de Chitor (la Kirtti Stambh del siglo XII o XIII y la Jai Stambh del siglo XV). El estado incluye numerosos templos y palacios; destacan los templos excavados en la roca en Barolli, cerca de Bhainsrorgarh, los de Bijolia, los de Menal cerca de der Begun, y los de Eklingji y Nagda próximos a Udaipur (ciudad). 

## Población
El estado estaba formado por 6.044 ciudades y pueblos excluidos los 94 pueblos situados dentro del distrito de Merwara en la provincia británica de Ajmer-Merwara, y administrados por los británicos pero sobre los que por un acuerdo de 1883 el maharana tenía algunos derechos. En 1941 había registrados 5.563 pueblos con 342.963 hogares.
La principal ciudad era Udaipur. Las otras ciudades eran Bhilwara, Nathwara y Chitor.
La población en el censo del 1881 era de 1.404.220 habitantes, en 1891 de 1.845.008 habitantes, en 1901 de 1.018.805 habitantes y en 1941 de 1.926.698 habitantes.
La etnia principal eran los bhils (11%); les seguían los mahajans (9%), los brahmanes (9%), los rajputs (9%), los jats (7%), los gujars (6%) y los balais (5%).

## Lengua y religión
La lengua principal era el mewarí, variante del marwarí (uno de los cuatro grupos del rajasthaní); importando también era el bhilí, emparentado con el gujaratí.
Hindús eran el 76% (779.676 en 1901); un 13% (134.114 en 1901) eran animistas; los jains eran 64.623 y musulmanes 40.072. En 1901 había 184 cristianos nativos de los que 96 eran presbiterianos, 61 católicos y 23 anglicanos.

## Gobierno y administración
El territorio estaba dividido en 17 distritos, los grandes nombrados zilas (zila) y los pequeños (que eran seis) parganas (pargana), y dos  bhumats  (Kherwara i Kotra) gobernados por pequeñas jefes girasias (girasia). Además había 28 jagires principales de los más destacados nobles de Mewar. 
Las zilas eren: 
- Bhihwara
- Chitor
- Chhoti Sadri
- Devasthan
- Jahazpur
- Girwa
- Kapasan (o Kapasin)
- Magra
- Mandalgarh
- Rasmi
- Sahran (o Saharan)

La administración correspondía al soberano que tenía el título demaharana, y estaba asistido por dos ministros que con un grupo de secretarios formaba el llamado mahakma khas o departamento ejecutivo principal. Cada  zila  estaba gobernada por un hakim; también cada pargana tenía al frente un  hakim ; en las primeras, generalmente divididas en dos o más subdivisiones, al frente de cada una de estas había un naib-hakim; este oficial no existía en las parganas excepto en la de Kumbhalgarh.
En 1942 había 456  jagires  o tikhanas de las que 23 eran consideradas de primera clase con poderes ejecutivos y judiciales. Las  tikhanas  principales eran:
- Amet (o Ametha)
- Asin (o Asind)
- Badnor (o Bednor)
- Bagor
- Bañera
- Banlas
- Bansí
- Barisadri
- Bedla
- Begun
- Bhainsrorgarh
- Bhindar
- Bijolian
- Delwara
- Deogarh (o Devgadh)
- Gogunda
- Jawas
- Judá
- Kachhola
- Kankrauli (o Kankroli)
- Kanod
- Karjali
- Karoi
- Kotharia
- Kurabar
- Meja (o Mehja)
- Nathdwara
- Ogna (o Oghna)
- Panarwa
- Parsoli
- Salumbar
- Sardagarh
- Shivrati (o Seorati)

## Nobleza
La nobleza dominaba un tercio de las tierras del estado; en la parte final del siglo XIX los más importantes obtuvieron poderes judiciales que después se extendió a todos. Los nobles debían algunas muestras de vasallaje a los  maharana  en las solemnidades y festivales.
Hacia el año 1700 los nobles fueron ordenados de la siguiente forma:
- 16 de primer rango conocidos como solah, además del príncipe heredero y los parientes más próximos del maharana (que se sentaba por detrás de los dieciséis)
- 32 de segundo rango conocidos como  battis
- Los  gol

La primera clase, a pesar de ser conocidos por los dieciséis, eran 20 en 1894 además de los parientes próximos del  maharana  que eran siete. De estos 27, 18 eran sisodias (clan sisodia rajput) y 9 de otros clanes. Las familias sisodias se dividían en cinco clases:
- A la primera clase pertenecían los nobles de Salumbar, Deogarh, Begun, Amet, Mehja, Korabar, Bhainsrorgah, y Asin, todos descendientes de Chanda Singh que en 1398 renunció a sus derechos a la soberanía del estado en favor de su hermano.

- En la segunda clase se encontraba el noble de Kanod o Kanor, descendiente de Sarangdeo, hijo d'Aja Singh y nieto de Lakha Singh (padre de Chanda Singh y Mokal Singh)

- A la tercera pertenecían los nobles de Bhindar y Bansi, descendientes de Sakat Singh, hijo de Udai Singh (1537-1572)

- Dos nobles formaban una clase especial: los raja de Shahpura (descendiente de Amar Singh) y lo raja de Bañera (descendiente de Raj Singh)

- La última clase estaba formada por cinco  havelis  (casas): Karoi, Banlas, Bagor, Karjali y Seorati, y eran descendientes de Sangram Singh II.

Entre los nobles fuera de los sisodia había tres de jhales (Sadri, Dilwara y Gogunda), tres de chahuanos (Bedla, Kotaria y Parsoli). El resto eran:
- Bijoli, que era puar
- Bednor que era rathor
- Sardargarh que era dudhiya

El lugar principal del protocolo correspondía a un noble jhala; nobles chahuanos ocupaban la segunda y tercera posición; y la cuarta un sisodia (el rawat de Salumbar, que como jefe de la familia de los Chandawats era uno de losjefes principales del Mewar)

## Sellos y moneda
An 1901 había en el estado 36 oficinas de correos, 4 de las cuales tenían telégrafo. El sistema local de correo era elbrahmani dak, y servía para el estado y por correspondencia privada interior y con lugares no servidos por el sistema de correo británico; su administración estaba subcontratada por 1920 rupias al año y por cada carta se tenía que pagar media anna (en moneda local) sin considerar el peso.
Hubo emisiones de sellos propios entre 1920 y 1947. Los nobles de las tikhanas principales sobrecargaron los sellos del estado con el nombre deljagiren letras inglesas y la palabra"tikhana" encima en letras sánscritas. También se sobrecargaron para ser usados en Rajasthan entre 1948 y 1950.
El estado utilizaba las rupias británicas pero existían también cinco clases diferentes de moneda de plata , que llevaban los nombres dechitori, udaipuri, bhilari, sarup shahi, ychandori, de las cuales las tres primeras ya no se acuñaban en el siglo XX. Su valor era fluctuante. El estado también disponía de pequeñas monedas de plata (8 annas, 4 annas, etc.), monedas de oro y piezas de cobre llamadas dhingla (16 dhingla = 1 anna). La moneda local desapareció en 1942.

## Escudo y bandera

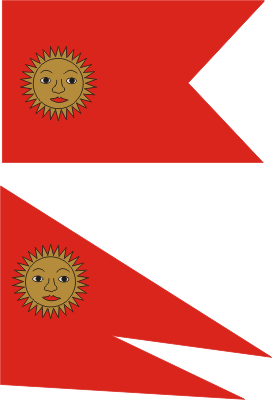
Mewar, estandarte real anterior a 1874, dos versiones.

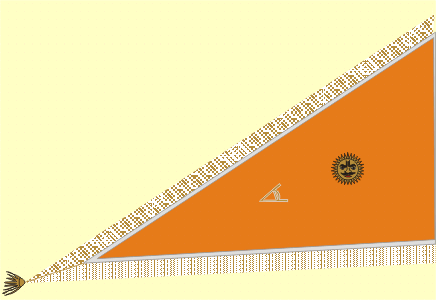
Mewar, estandarte real posterior a 1874.

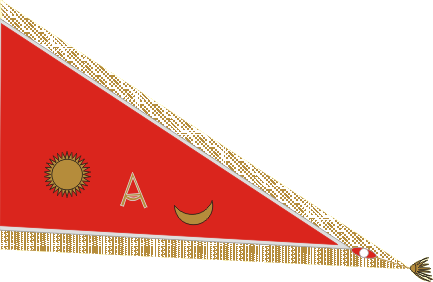
Mewar, bandera de estado (la bandera púrpura que aparece en diversos lugares es una reconstrucción poco precisa y el color no es correcto).

El escudo del estado fue creado modernamente. Cuando Alfred Duque de Edimburgo, hijo de la Reina Victoria, fue a la India para ser investido con la orden de la estrella de la India por Lord Mayo, este determinó que habría una procesión de caballeros incluyendo a los príncipes indios, con pajes, estandartes y servidores, y que en los estandartes tenía que haber elementos de sus escudos; eso hizo necesario crear escudos por cada principado, necesidad reforzada en 1875 durante la gira de Eduard Príncipe de Gales por la India. En 1877 Lord Lytton recibió el encargo de la Reina de hacer una asamblea en Delhi para ser proclamada Emperatriz y otra vez se pidieron los escudos de los príncipes; posteriormente todavía fueron necesarios varias veces (especialmente 1902 y 1911). 
Así en 1869 el agente británico en Udaipur, Gunning, envió el diseño del escudo usado en Mewar, creado después de 1851, a Robert Taylor del Servicio Civil de Bengala, encargado del diseño de los escudos de los principados. Taylor lo encontró complicado y lo rediseñó dándole una apariencia más europea. El primer diseño de Taylor fue usado por Lord Lytton en la asamblea imperial de 1877 donde estaba presente Sajjan Singh, y se conserva en el Shambhu Niwas Palace en Udaipur. 
Fateh Singh lo hizo modificar y finalmente fue modificado por tercera y última vez por Bhupal Singh. El tercero y por ahora definitivo diseño se puede ver en la página de Mewar.
El primer escudo, de forma compleja y de color rojo era una vista de Chitor, la antigua capital real, y del país, y sobre ella la espada adorada en Dusserah, dada a la familia de Chitor por una diosa antes de ser conquistada esta ciudad por una rana sisodia de la familia real; al lado el héroe Rana Pratap llevando la espada Bheeramata dada por una diosa a otra familia, y Eklinga Mahadeo, patrón de la familia; en los lados un katar (derecha del observador) y un arco con flecha (izquierda); encima del escudo un sol y sobre un parasol; a cada lado del sol una bandera, la supuesta del estado azul (bandera cogida en Baber en la batalla de Biana en 1583) y el estandarte rojo con katar y sol. A cada lado del escudo en la parte superior dos pequeños caballos, el de la izquierda del observador de color marrón, con silla de montar muy decorada; el de la derecha blanco, con una silla similar; En los lados del escudo y parte inferior una cinta azul con inscripción del lema del estado en sánscrito (letras blancas)
El diseño de Taylor de 1877 era un escudo rojo con un sol dorado con rostro. Encima un yelmo de plata con penachos dorados y rojos; encima del escudo la espada sagrada; aguantando el escudo un guerrero bhil natural con arco de flechas a la izquierda del observador, y un noble rajput a la derecha. Una decoración dorada aguanta una cinta azul con el lema en sánscrito en letras negras. 
El segundo modelo fue similar; encima de la espada señalada como una khadag (símbolo del poder), un solo radiante con rostro simbolizando la descendencia de la dinastía del sol); en el lugar del yelmo un shivling (la dinastía tenía las funciones religiosas de shaivitas) rodeado de dos flores de loto con hojas, una a cada lado. Aguantando también el escudo un guerrero bhil con arco y uno de rajput; en el escudo se veía una imagen del Mewar con el fuerte de Chitor; el lema del estado estaba en una cinta azul en la parte inferior, en letras sánscritas blancas, aguantada la cinta con decoración de color verde. En la cinta decía: "Que el Todopoderoso proteja a los que se ponen firmemente al lado de la justicia".
El tercer diseño fue también similar, y es el que todavía está en uso; el escudo tiene un borde dorado e igualmente se ve un panorama de Mewar y el fuerte de Chitor; encima un sol (disco) con una cabeza coronada y con rostro incluyendo un gran bigote rajput negro; el escudo era aguantado por un guerrero bhil con arco y uno de rajput; debajo, una decoración verde (ligeramente diferente al anterior) y la cinta, negra de bordes dorados con el lema en letras sánscritas blancas.
La bandera del estado, era triangular, de color rojo, incluyendo un sol en la parte próxima al palo, un katar , y una media luna al vuelo. Fue adoptada en 1874 o en una fecha posterior. 
El estandarte real era similar; se utilizaba desde el siglo XIII con diversas variaciones, pero el color, inicialmente rojo, se convirtió en naranja en el siglo XIX (1874). Incluía un sol radiante con rostro (dorado) y un katar de líneas plateadas. El estandarte llevaba flecos dorados. Se llamaba nishan. El sol simbolizaba a la dinastía sisodia de Mewar, y el katar era el símbolo de la independencia y la defensa del hinduismo.
McMeekin describe el estandarte anterior a 1874 como bandera de estado y estandarte real, y lo hace bifurcado, señalando solamente la existencia del sol en la parte próxima al palo. 
En el Museo del Palacio Udaipur hay diez antiguas banderas de entre 1720 y 1925, las cuales son todas triangulares o doblemente triangular excepto un estandarte de Ari Singh de 1764 y uno de Bhim Singh de 1802. Todos son de color rojo o naranja con las siguientes caracteristiques: 
- 1720-1820, triangular rojo sin añadidos
- 1720, triangular rojo con sol dorado con rostro y pequeña decoración por toda la tela; fleco dorado
- 1727, triangular rojo con sol dorado sin rostro y pequeña decoración por toda la tela (más abundante que en el anterior); fleco dorado
- 1754, triangular rojo con katar dorado
- 1764 estandarte de Ari Singh, rectangular rojo cerca de 1:2, comilla en el centro; una mano cerca del punto de la espada (dedos por arriba) y cinco pequeñas bolas o soles en torno a la espada, todo en azafrán; apretones franjas azafrán en la parte superior y la inferior.
- 1802, estandarte de Bhim Singh, rectangular hacia 3:5, rojo con espada dorada; sol y luna dorados uno encima del otro en la parte del vuelo; dos bolas doradas en la parte del palo; tres bordes (todas escepto la del palo) con una doble franja, la interior verde y la exterior negra.
- 1802, doble triangular blanco; en el triángulo superior un hanuman rojo en el centro con un sol dorado radiante (rayos rojos) en la parte del vuelo y una media luna roja en la parte del palo.
- 1901, bandera triangular naranja, fleco plateado
- 1901, bandera triangular naranja, fleco dorado; en la parte del vuelo un katar (punta hacia el vuelo) parcialmente de plata y en la parte del palo un sol (disco) y bajo media luna con las puntas hacia arriba totalmente dorada.
- 1925, triangular naranja, fleco dorado; en la parte superior del palo, media luna blanca con puntas hacia el palo. Fleco plateado.

Las banderas militares eren:
- La Mewar Sajjan Infantry, púrpura con emblema blanco

en el centro 
- La First Mewar Infantry, roja con emblema blanco en el centro
- Los Mewars Lancers, verde, con emblema blanco en el centro

## Ejército y policía
El estado disponía de un ejército de 6015 hombres de los cuales 2549 eran regulares y 3466 irregulares. Los regulares los formaban 1750 soldados de infantería, 560 de caballería, y 239 artilleros; y los irregulares 3000 de infantería y 466 de caballería. El estado disponía de 128 cañones de los que 56 funcionaban. Un contingente adicional era aportado por los jagirdares. Los británicos disponían de dos guarniciones, una en Kherwara y la otra en Kotra, del Mewar Bhil Corps, financiadas en parte por el darbar con las rentas de los pueblos delmaharana situados en el distrito de Merwara.
Las funciones policiales en los 17 distritos las hacían las fuerzas aportadas por los jagirdares, bajo el control de los hakims. Por la capital y alrededores y la línea férrea Udaipur-Chitor había una fuerza especial de 537 hombres de los que 36 iban a caballo, dirigidos por un superintendente. En la capital había una prisión para 458 prisioneros, y calabozos en cada cabecera de distrito.

## Justicia
Tanto las cortes civiles como criminales se guiaban por los códigos de la India Británica en términos generales, pero con respeto a la ley hindú y a las costumbres locales. Los  naib-hakims  no disponían de poder judiciales pero les podían ser delegados por los hakims para tratar los casos menos importantes. Los hakims eran los jueces de más bajo nivel (hasta 5000 rupias de cuantía, multas hasta 500 rupias y sentencias hasta un año de prisión). Los casos superiores y las apelaciones en las sus sentencias pasaban a la corte civil y criminal de la ciudad de Udaipur; los jueces civiles de estas cortes podían decidir en casos de hasta 10000 rupias de cuantía, y los jueces penales hasta tres años de prisión y multa hasta 1000 rupias. La siguiente corte era lamahendraj sabha o ijlas mamuli, un consejo de 8 miembros, que escuchaba las apelaciones de las cortes inferiores y podía decidir sobre asuntos de hasta 15000 rupias de cuantía y siete años de prisión o 5000 rupias de multa. Esta corte, cuando era presidida por el maharana, se llamaba ijlas kamil, y se convertía en corte suprema del estado, juzgando cualquier caso por encima de las cuantías y límites indicados.
El gobierno reclamaba la jurisdicción judicial sobre todos los estados jagires excepto los 14 de los nobles de primera clase en los que algunos poderes judiciales se concedieron el 1878 y 1879.

## Lista de maharanas
- Ratan Singh ?-1303
- Karan Singh I 1303-?
- Rahup Singh
- Tres sobirans
- Bhavan Singh
- Lakshman Singh
- Un soberano
- Hamir Singh ?-1364
- Ksethra Singh 1364-1382
- Lakha Singh 1382-1421
- Mokal Singh 1421-1433
- Kumbha Karna Singh 1433-1468
- Udai Singh I 1468-1473
- Rai Mal Singh 1473/1509
- Sangram Singh I 1509-1528
- Ratan Singh 1528-1531
- Vikramaditya Singh 1531-1536
- Banbir Singh 1536-1537
- Udai Singh 1537-1572
- Pratap Singh II 1572-1597
- Amar Singh I 1597-1620
- Karan Singh 1620-1628
- Jagat Singh I 1628-1652
- Raj Singh I 1652-1680
- Jai Singh 1680-1698
- Amar Sing II 1698-1710
- Sangram Singh II 1710-1734
- Jagat Singh II 1734-1751
- Pratap Singh II 1751-1753
- Raj Singh II 1753-1761
- Ari Singh 1761-1773
- Hamir Singh II 1773-1778
- Bhim Singh 1778-1828
- Jawan Singh 1828-1838
- Sardar Singh 1838-1842
- Swarup Singh 1842-1861
- Shambhu Singh 1861-1874
- Sajjan Singh 1874-1884
- Fateh Singh 1884-1930
- Bhupal Singh 1930-1949 (+4 de julio de 1955)